# Kate Barry
Pour les articles homonymes, voir Barry.
Kate Barry, née le 8 avril 1967 à Londres et morte le 11 décembre 2013 dans le 16e arrondissement de Paris, est une photographe portraitiste britannique. Elle exerçait son activité à Paris.

## Biographie

### Famille, jeunesse et formation

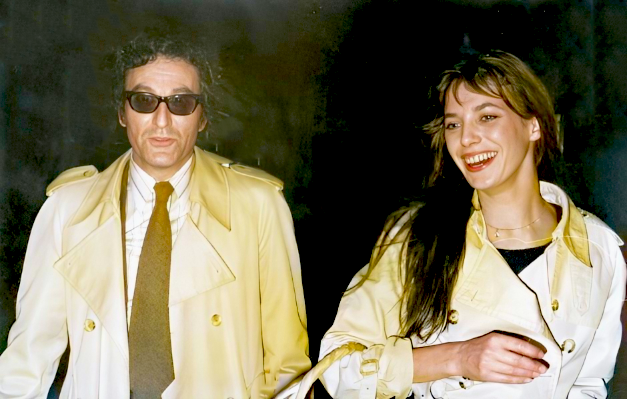
Les parents de Kate Barry à Rome en 1974 : sa mère Jane Birkin et son père John Barry.

Kate Barry est la fille de la comédienne, réalisatrice et chanteuse Jane Birkin et du compositeur John Barry, et, par sa mère, la petite-fille de l'actrice Judy Campbell.
Ses parents se séparent l'année de sa naissance. Elle est élevée par Serge Gainsbourg, puis à l'âge de treize ans par son beau-père, le cinéaste Jacques Doillon, et par son père John Barry, tout en conservant sa nationalité d'origine.
Elle a deux demi-sœurs du côté de sa mère : Charlotte Gainsbourg (née en 1971) et Lou Doillon (née en 1982).
Elle est diplômée de l’école de la Chambre syndicale de la haute couture parisienne à Paris (1983-1984).
Kate Barry est, en 1994, la fondatrice du centre Apte (Aide et prévention des toxico-dépendances par l'entraide) situé au château des Ruisseaux à Bucy-le-Long, dans l'Aisne.

### Vie privée
Elle a un fils né en 1987 prénommé Roman, de sa relation avec Pascal de Kermadec. 
Elle fut ensuite la compagne d'Oury Milshtein.
Elle fut la compagne de l'écrivain Jean Rolin

### Carrière de photographe
En 1996, à 28 ans, elle se lance dans la photographie. Sa première exposition a lieu à la Bunkamura Gallery de Tokyo au Japon en 2000. En 2003, elle réalise la photo emblématique de l'association Ni putes ni soumises.
Suivent une exposition intitulée « Cornered, portraits-paysages » à la galerie Léo Scheer à Paris, en 2005, et, en 2006, dans la basilique de Sant'Alessandra à Fiesole près de Florence en Italie, puis une autre exposition de 40 portraits réalisés au marché international de Rungis, dans le cadre des 40 ans de celui-ci, en 2009, et, en 2010, une exposition de portraits au Mori Art Museum de Tokyo.
Elle collabore à divers magazines et revues comme Elle, Elle Japon, Paris Match, Figaro Madame, L’Express Styles, Sunday Times Magazine, Telegraph Magazine, Cosmopolitan France, Crash, D magazine, Amica, Vogue (anglais et allemand) ou encore Vogue France.
Elle réalise de nombreuses couvertures de disques pour des auteurs compositeurs et interprètes tels que France Gall, sa première commande pour son premier album sans Michel Berger, ainsi que Raphael, Piers Faccini, Jane Birkin, Marie Espinosa, Lara Fabian, Calogero, Carla Bruni…
En 2011, elle réalise pour la série « Empreintes » le portrait filmé de l'écrivain Philippe Djian.

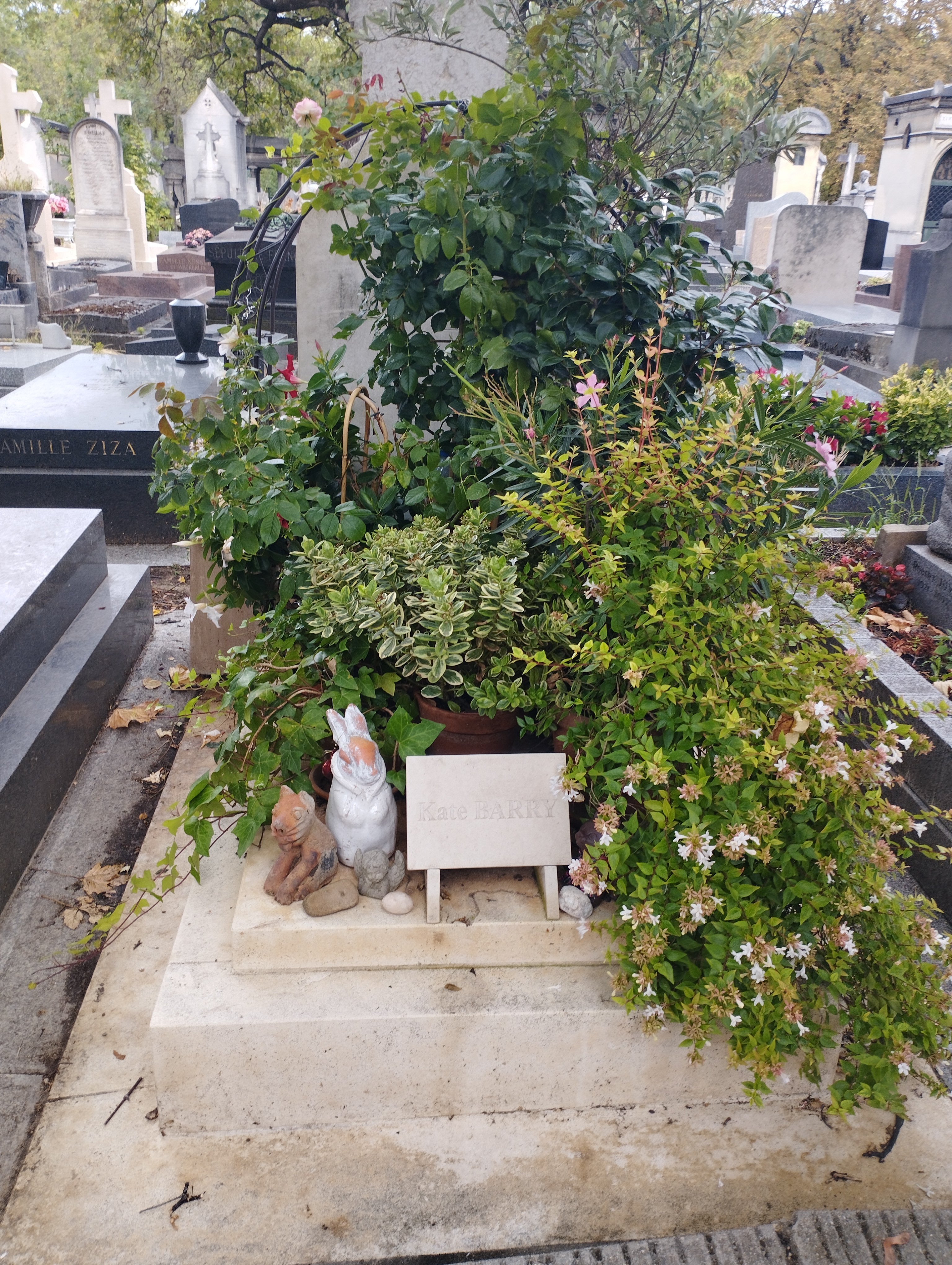
Tombe de Kate Barry au cimetière du Montparnasse (division 11).

En 2012, elle signe avec l'écrivain Jean Rolin un livre associant essai et photographies, intitulé Dinard. Essai d'autobiographie immobilière, qui paraît aux Éditions de la Table ronde.
En 2013, elle expose Actrices lors du premier festival international de photographie Kyotographie à Kyoto puis, à Paris, une exposition intitulée « Point of View - portraits/natures-mortes » à l'occasion de l'inauguration de la galerie Cinéma - Anne-Dominique Toussaint.

### Mort
Kate Barry meurt le 11 décembre 2013 après être tombée, côté cour, de son appartement situé au quatrième étage du 5, rue Claude-Chahu (Paris 16e), où elle venait  d'emménager (elle habitait auparavant dans le quartier République). Accident ou suicide, la cause de sa chute n'a jamais pu être déterminée.
Ses obsèques ont lieu le 19 décembre 2013, à l'église Saint-Roch de Paris, en présence de nombreuses personnalités. Elle est enterrée au cimetière du Montparnasse, à Paris (14e).